# إل جي أوبتيموس L5
إل جي أوبتيموس L5 (بالإنجليزية: LG Optimus L5)‏ هو هاتف ذكي من مجموعة إل جي يعمل بنظام أندرويد تم الكشف عنه في فبراير 2012، تم طرحه في الأسواق في يونيو 2012.

## الخصائص
- نظام التشغيل: أندرويد
- الكاميرا الأمامية: لا يوجد
- الكاميرا الخلفية: 5.0 ميجابكسل
- الشاشة: 320×480
- الوزن: 125 غرام
- المعالج: 800 ميجا هرتز
- الذاكرة: 512 ميجابايت
- التخزين: 4 جيجابايت